# هری گابیتا
هری گابیتا (انگلیسی: Harry Gabbitas; ۱ آوریل ۱۹۰۵ – ۸ دسامبر ۱۹۵۴) بازیکن فوتبال بود.
از باشگاه‌هایی که در آن بازی کرده‌است می‌توان به باشگاه فوتبال وورکساپ تاون اشاره کرد.